# Kampbille
El Kampbille (pronuncia Kàmbil·le) és un efluent del Schleusengraben i un afluent del Bille a Bergedorf, una antiga ciutat ara integrada a la ciutat estat d'Hamburg.

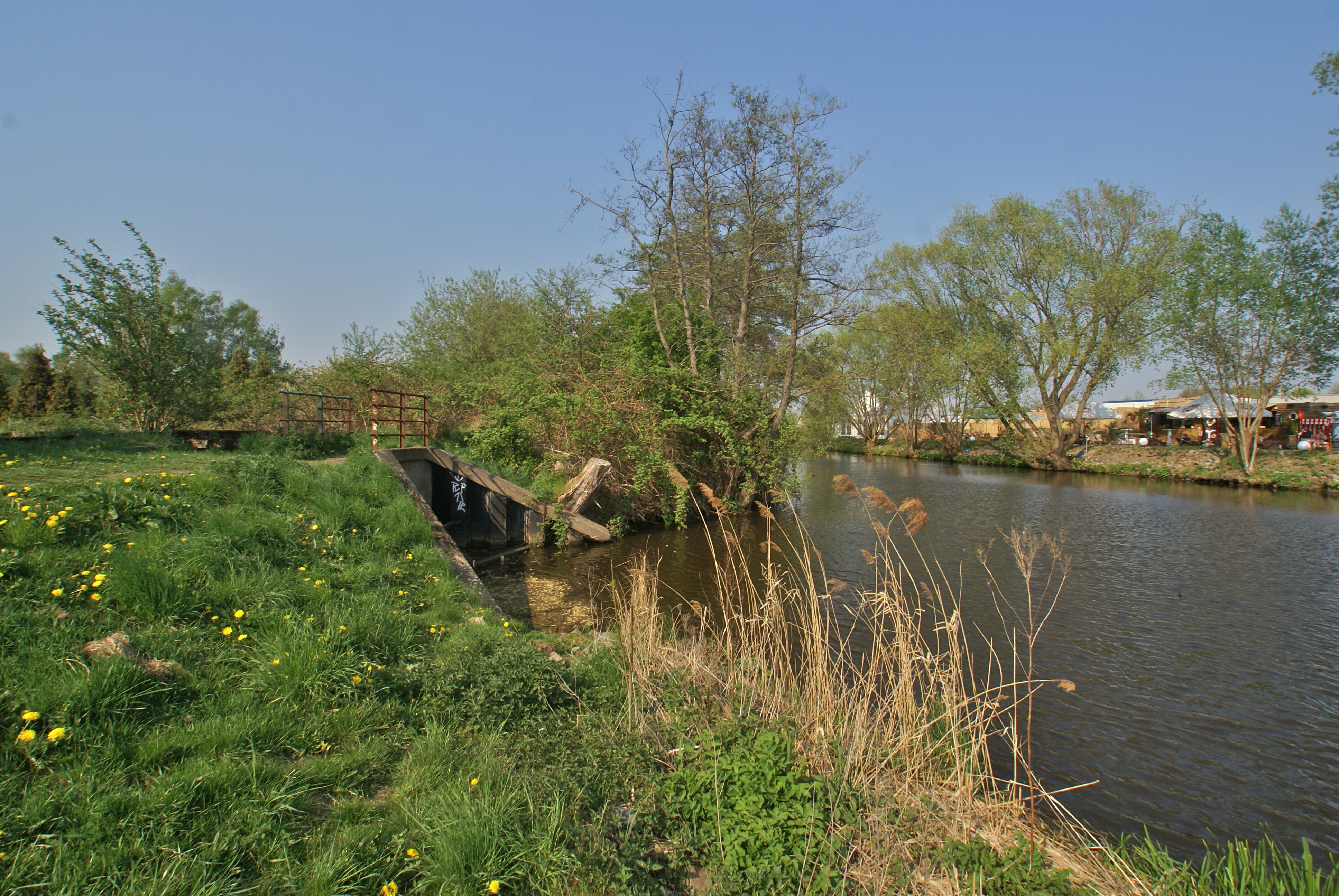
El Kampbille eflueix des del Schleusengraben

L'associació per a la protecció de la natura NABU va adoptar el riu i ocupar-se per a renaturalitzar el biòtop del blauet. L'ajuntament d'Hamburg va decidir un pla d'utilització del terra, al qual el Kampbille serveix de Grünzug o corredor verd al desenvolupament del barri nou del Schleusengärten (jardins de la resclosa).

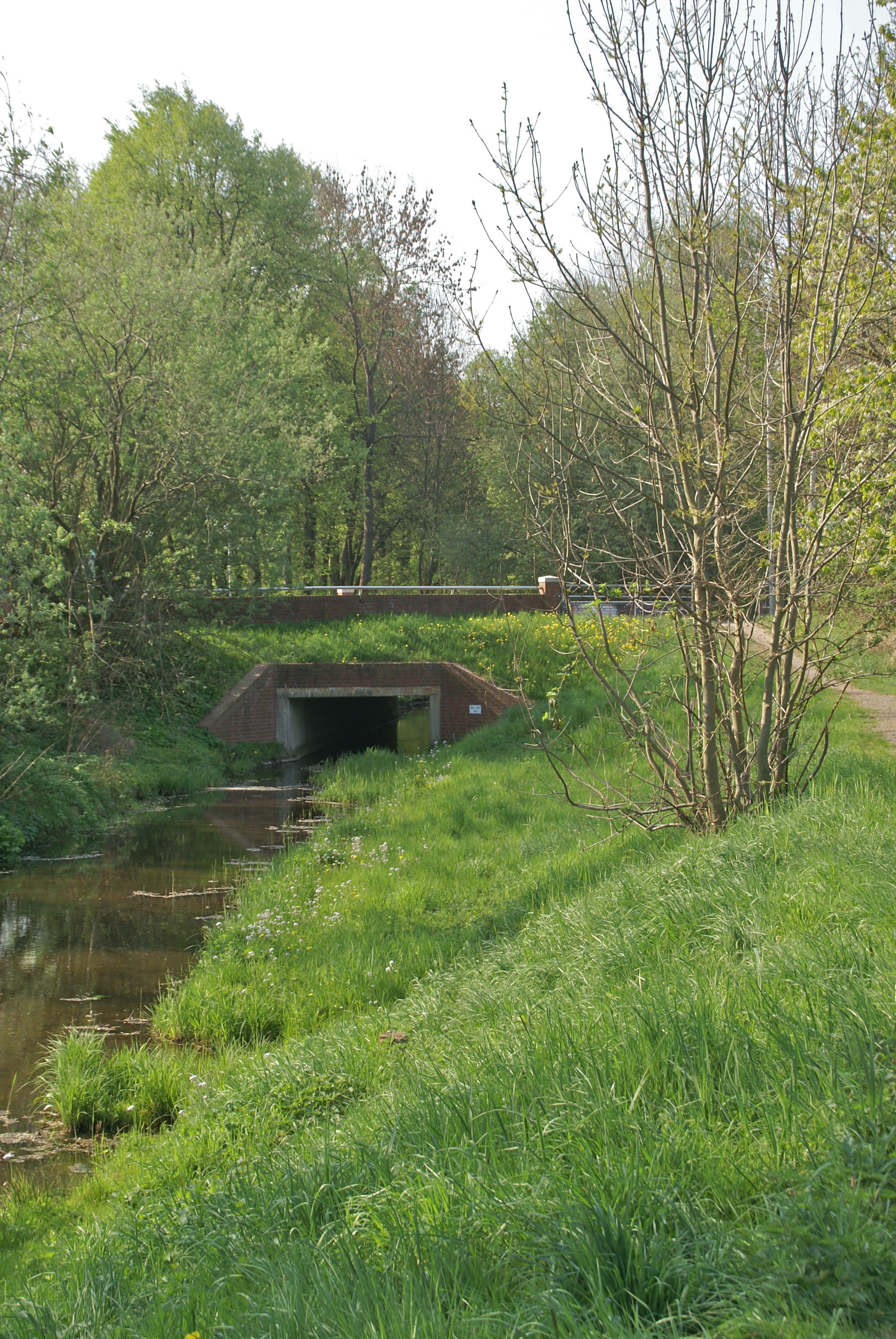
Pont al carrer Weidenbaumsweg
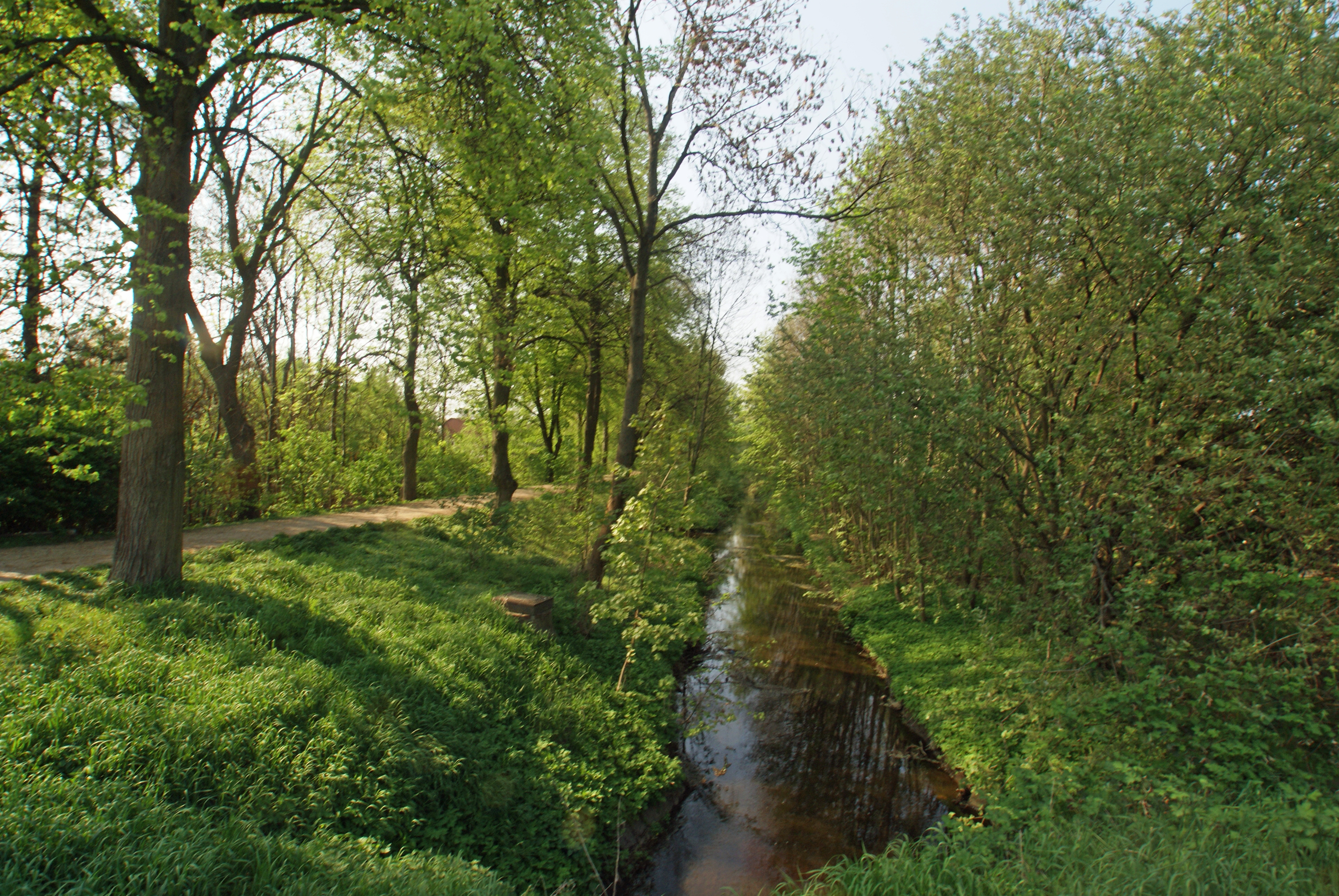
El sender en direcció ovest vers el Bille
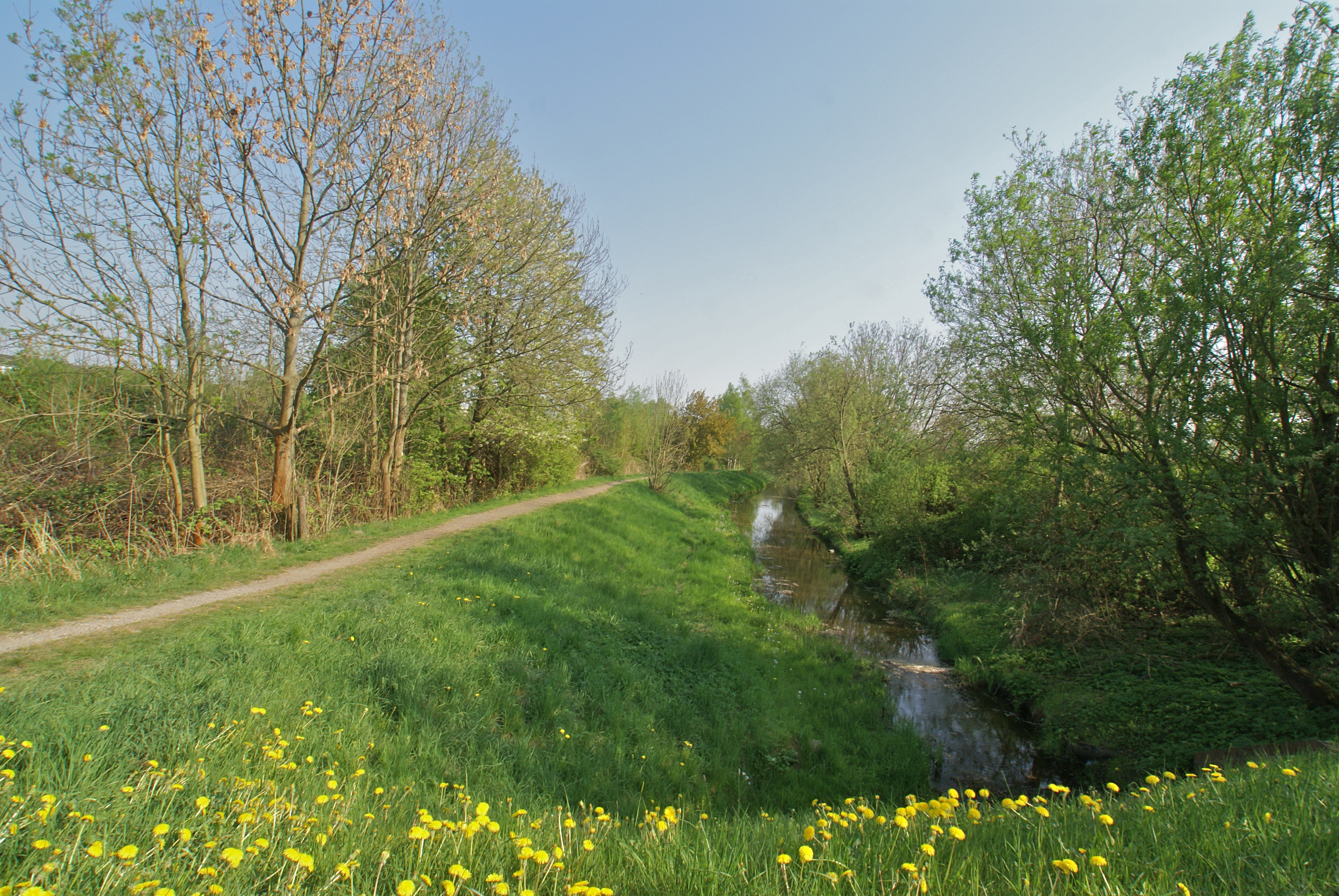
El sender en direcció est vers l'Schleusengraben

| \| \| Conca del Bille (Bil·le) \| |                          |
| Haken • Oberhafen • Oberhafenkanal • Schleusenkanal • Hochwasserbassin • Rückerskanal • Billekanal • canal de Billbrook • Bullenhuser Kanal • Tiefstackkanal • Steinbrookgraben • Glinder Au o Steinbek • Havighorster Graben • Forellenbach • Schleemer Bach • Barsbek • Jenfelder Bach • Bornbek • Bornmühlenbach • Ladenbek • Kampbille • Schleusengraben • Brookwetterung • Schulenbrooksbek • Dalbek • Knollgraben • Forstgraben • Trittauer Mühlenbach • Amelungsbek • Corbek • Schwarzer Au |                          |
| | Conca del Bille (Bil·le) |